# William Louis Sonntag Sr.
Pour les articles homonymes, voir Sonntag.
William Louis Sonntag Sr., né le 2 mars 1822 à proximité de la ville de Pittsburgh dans l'état de la Pennsylvanie et décédé le 22 janvier 1900 à New York dans l'état de New York, est un peintre américain, spécialisé dans la peinture de paysage.

## Biographie
William Louis Sonntag Sr. naît à proximité de la ville de Pittsburgh en Pennsylvanie en 1822. A l'âge de 21 ans, il part pour Cincinnati dans l'Ohio et devient peintre, spécialisé dans les paysages. En 1853, il visite l'Italie et la ville de Florence avec le peintre Robert Scott Duncanson. En 1856, il s'installe définitivement à New York et devient membre de la Hudson River School.
Durant sa carrière, il a peint des paysages de l'est américain, comme les montagnes Catskill, les monts Adirondacks, les monts Allegheny ou les montagnes Blanches de la région du New Hampshire, ainsi des paysages italiens. Il s'inspire également de photos pour réaliser ces tableaux, comme le Grand Canyon de la rivière Yellowstone peint d'après une photographie de Frank Jay Haynes (en). Il a notamment presenté ses toiles à l'exposition universelle de 1893 et à l'exposition universelle de Paris de 1889.
Il meurt à New York en 1900. Son fils, William Louis Sonntag Jr. (1869-1898), exerça également le métier de peintre et d'illustrateur.
Ces œuvres sont notamment visibles ou conservées au Brooklyn Museum, au Dayton Art Institute, au Walters Art Museum de Baltimore, au musée d'Art du comté de Los Angeles, au Woodmere Art Museum de Philadelphie, au Cincinnati Art Museum, au musée d'Art d'El Paso, au musée d'art Nelson-Atkins de Kansas City, au Detroit Institute of Arts, au Smithsonian American Art Museum de Washington DC, au Davis Museum de Wellesley College (en), à l'American Museum of Western Art (en) de Denver, au Hood Museum of Art d'Hanover, au Memphis Brooks Museum of Art (en), au High Museum of Art d'Atlanta, au Chrysler Museum of Art de Norfolk, au Museum of Arts and Sciences (en) de Daytona Beach, à la Virginia Historical Society (en), à la National Gallery of Victoria de Melbourne, au Birmingham Museum and Art Gallery et au musée Thyssen-Bornemisza de Madrid.

## Œuvres

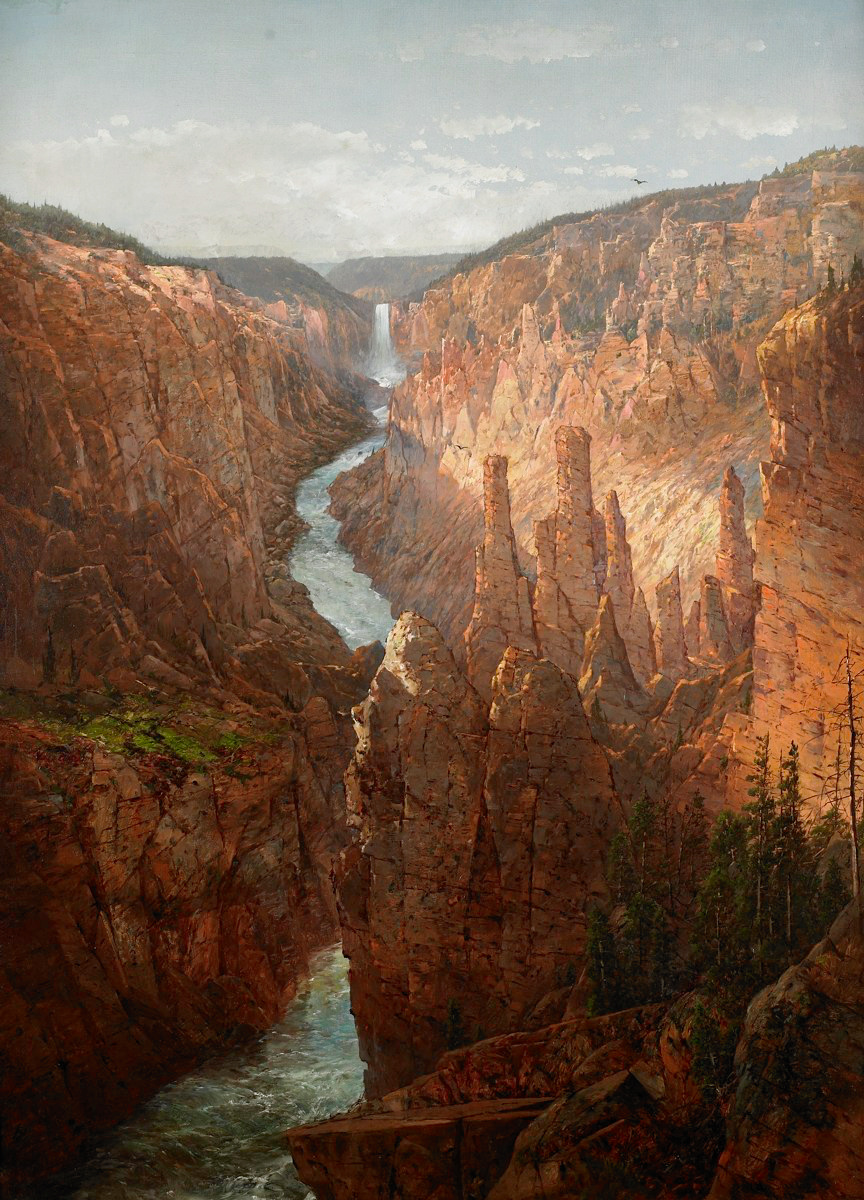
Grand Canyon, Yellowstone River, Wyoming, 1886, Birmingham Museum and Art Gallery
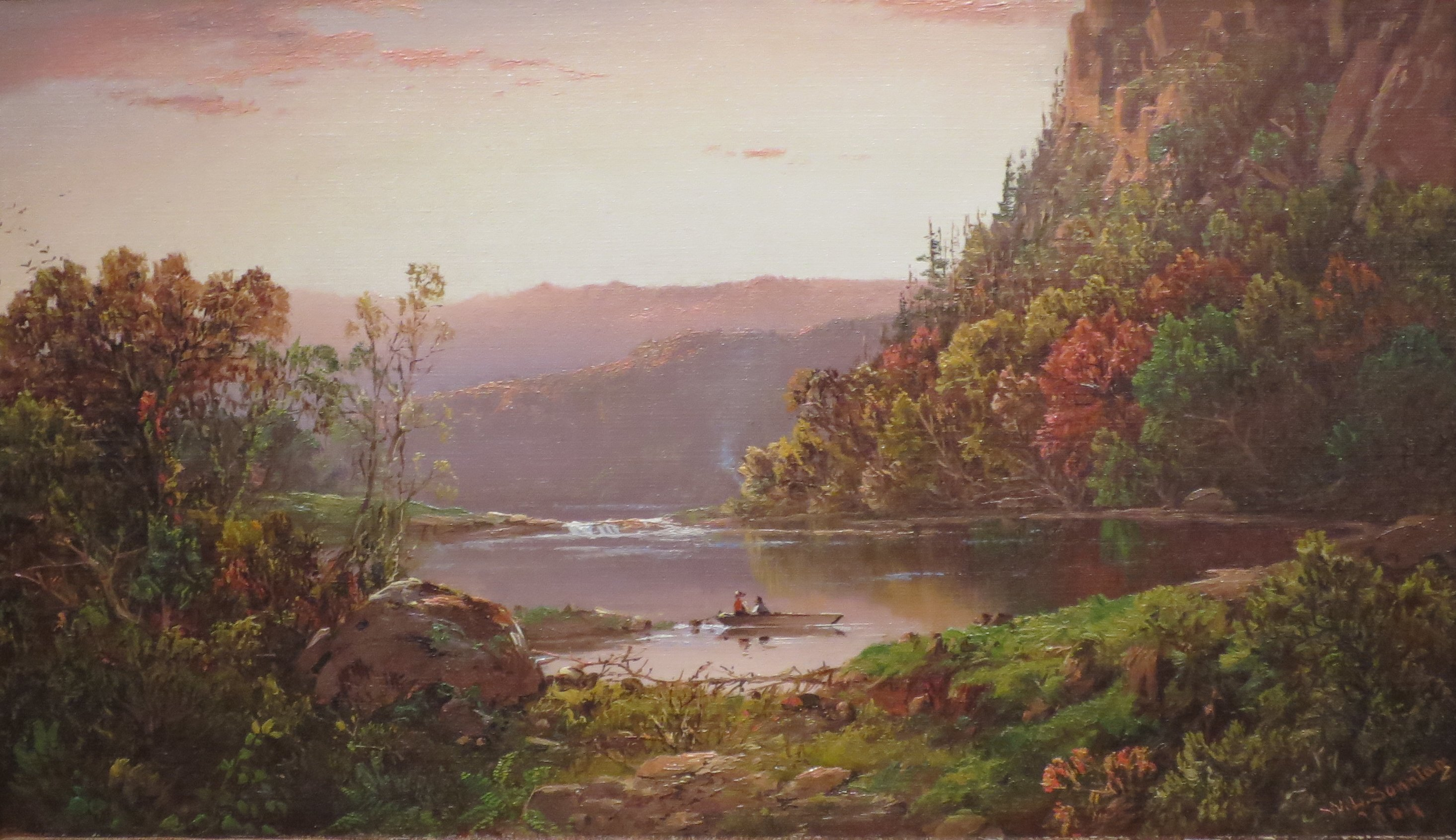
On Valley River, Virginia, 1864, High Museum of Art
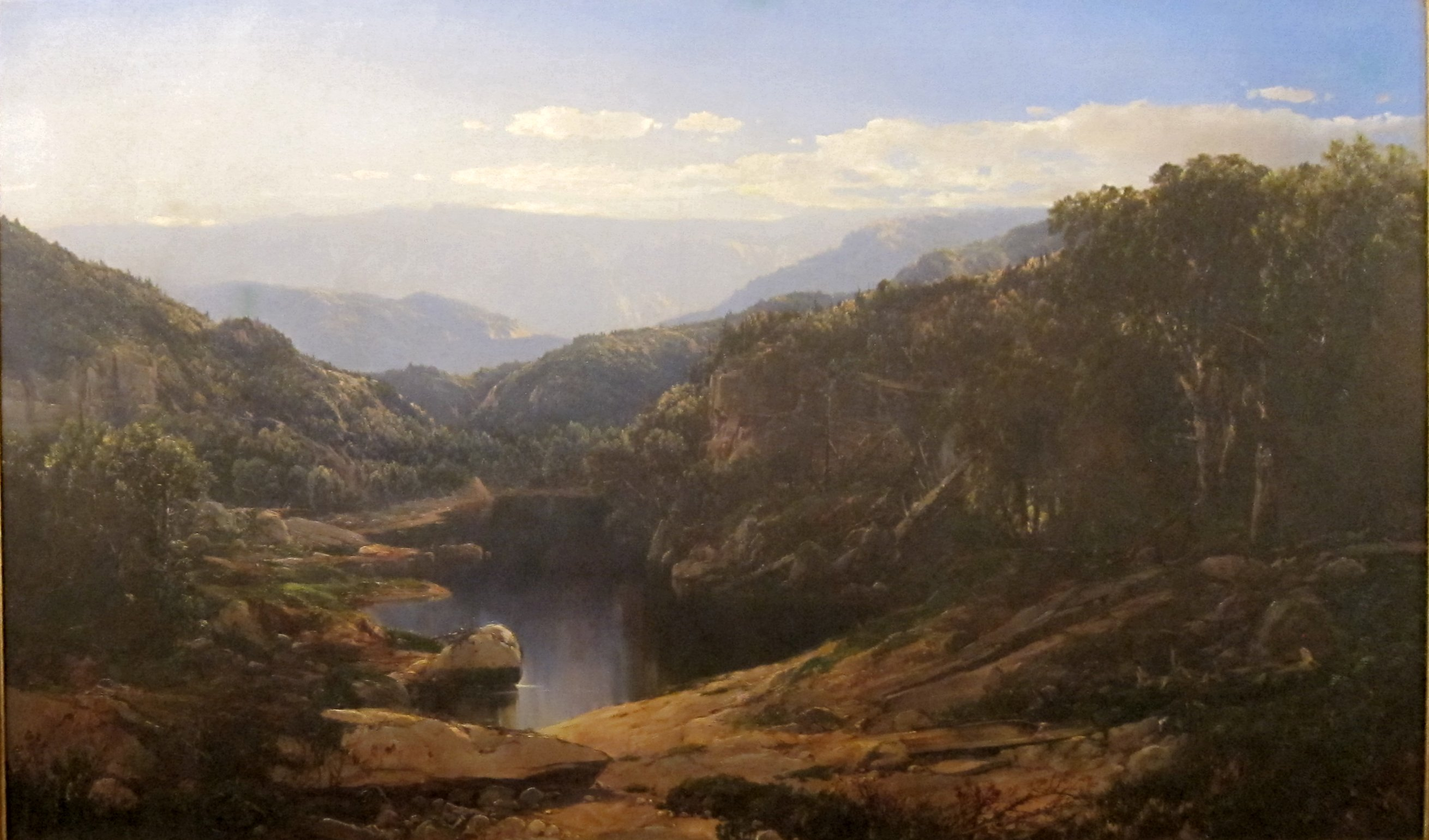
Mountain Landscape with Lake, vers 1865, Cincinnati Art Museum
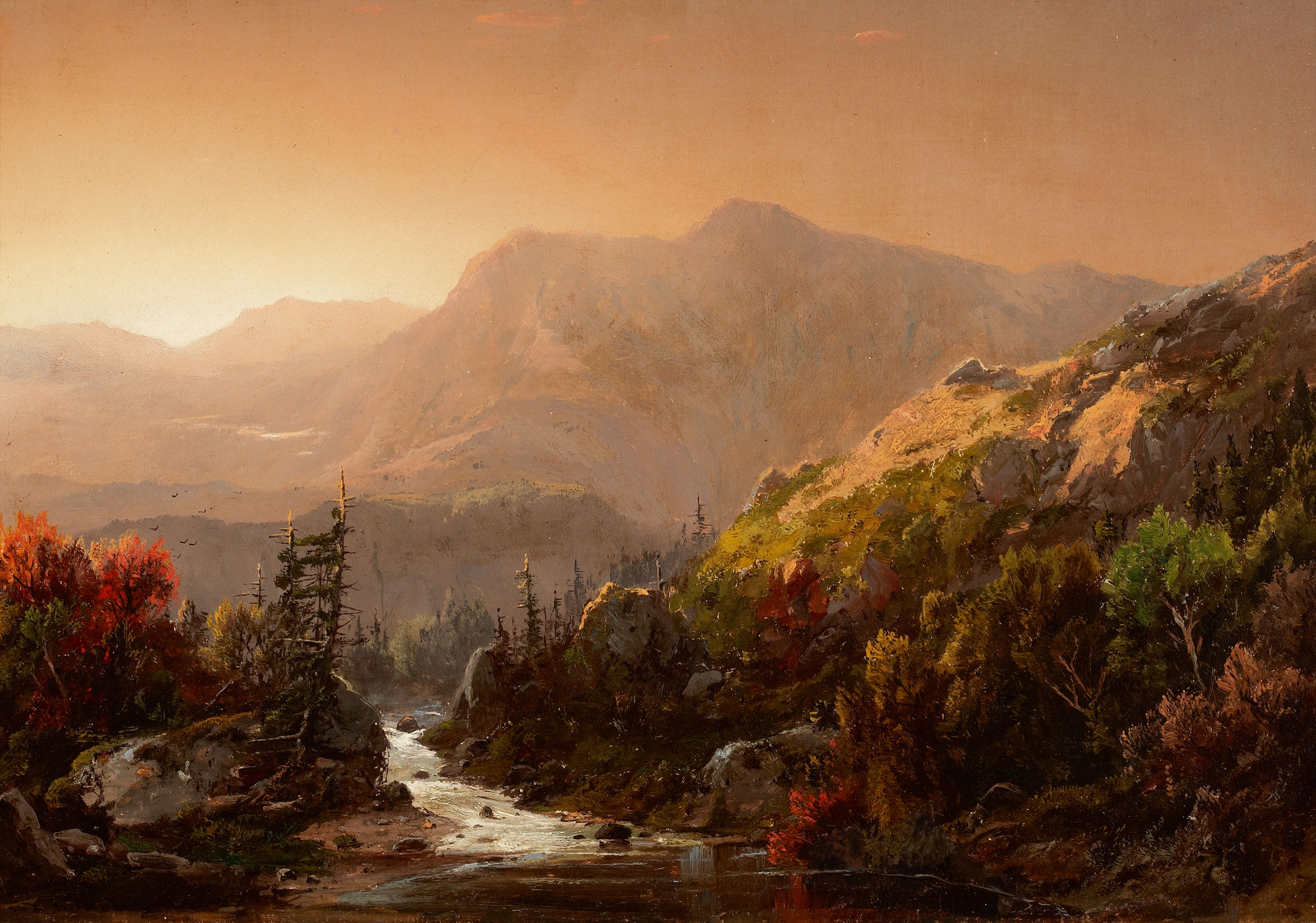
Autumn Landscape, sans date
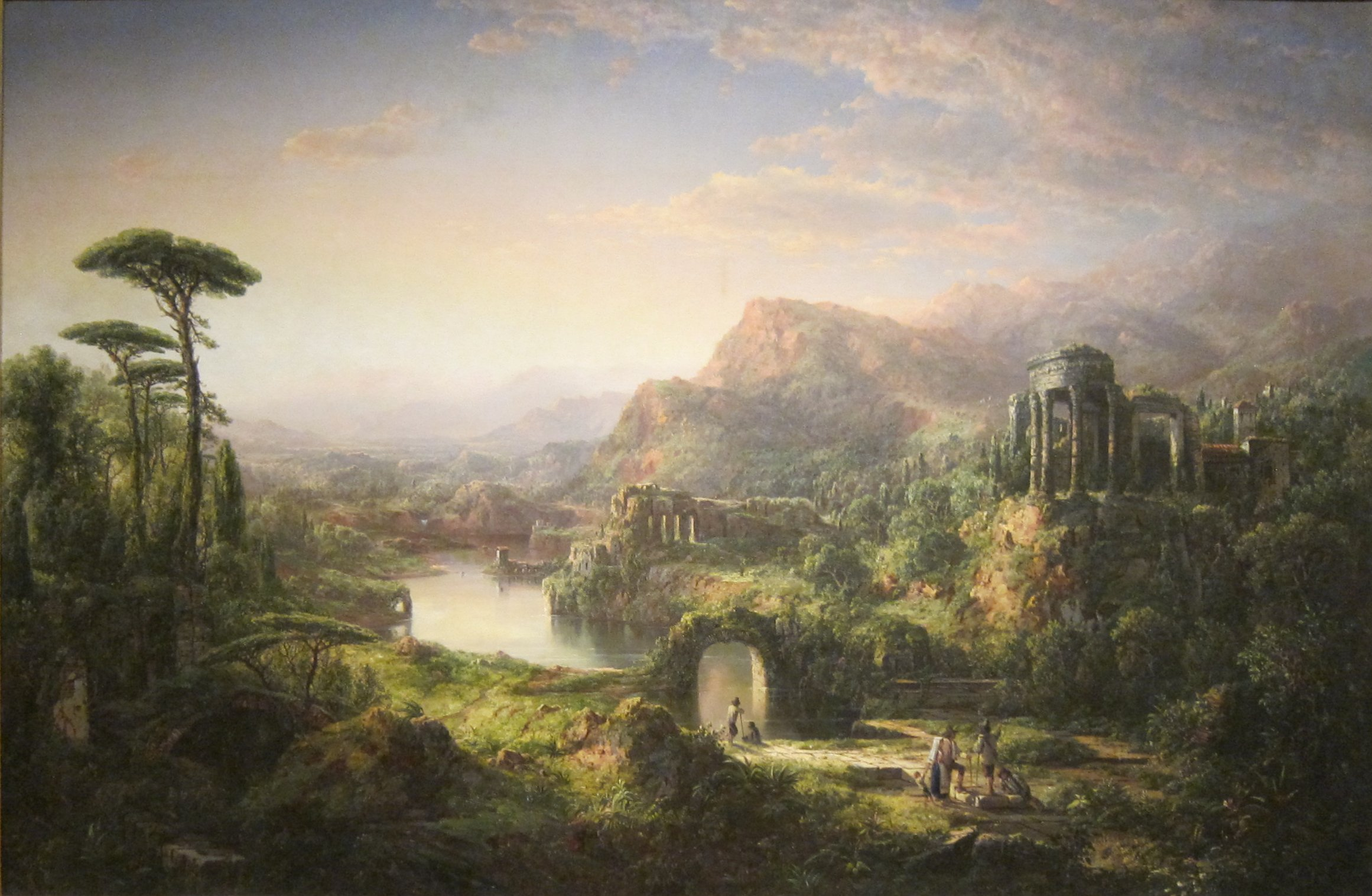
Dream of Italy, 1859, Dayton Art Institute
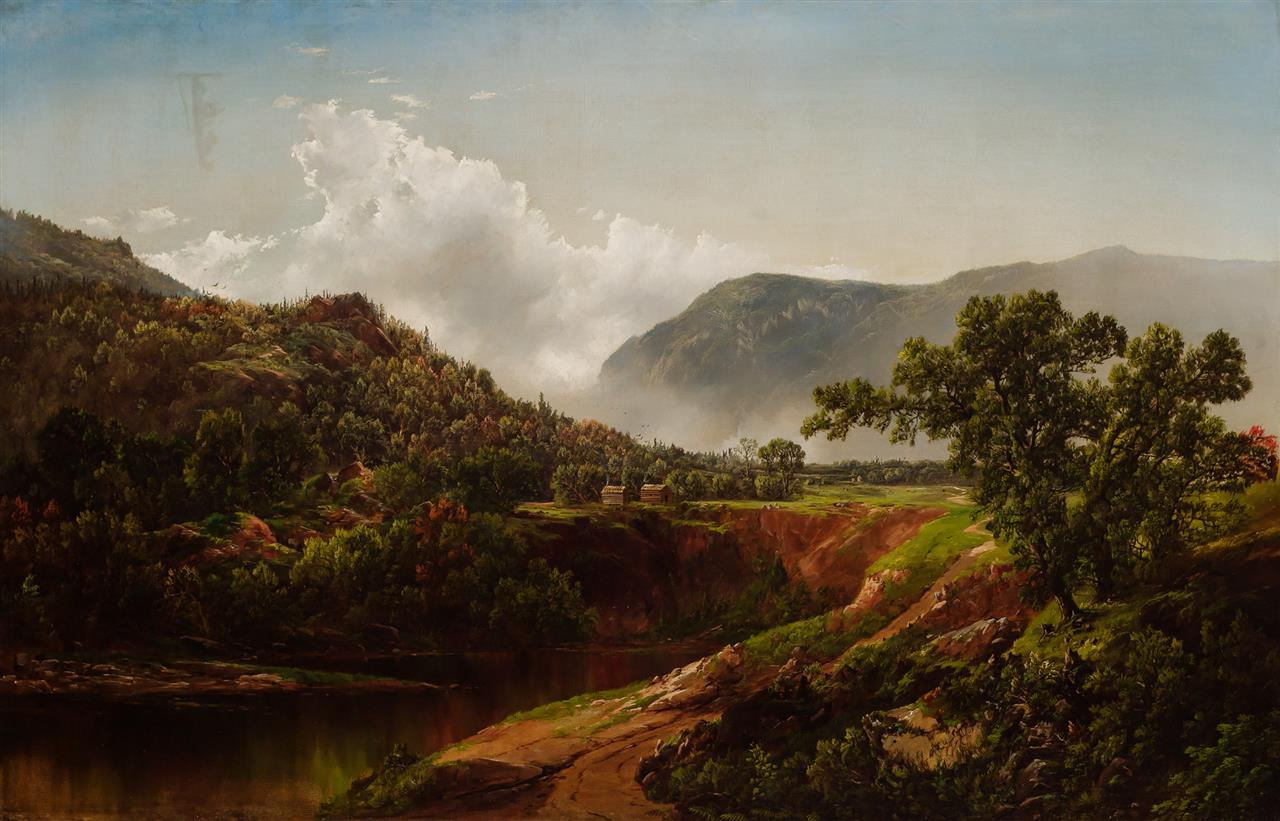
Mountain Vista with Cabins, sans date
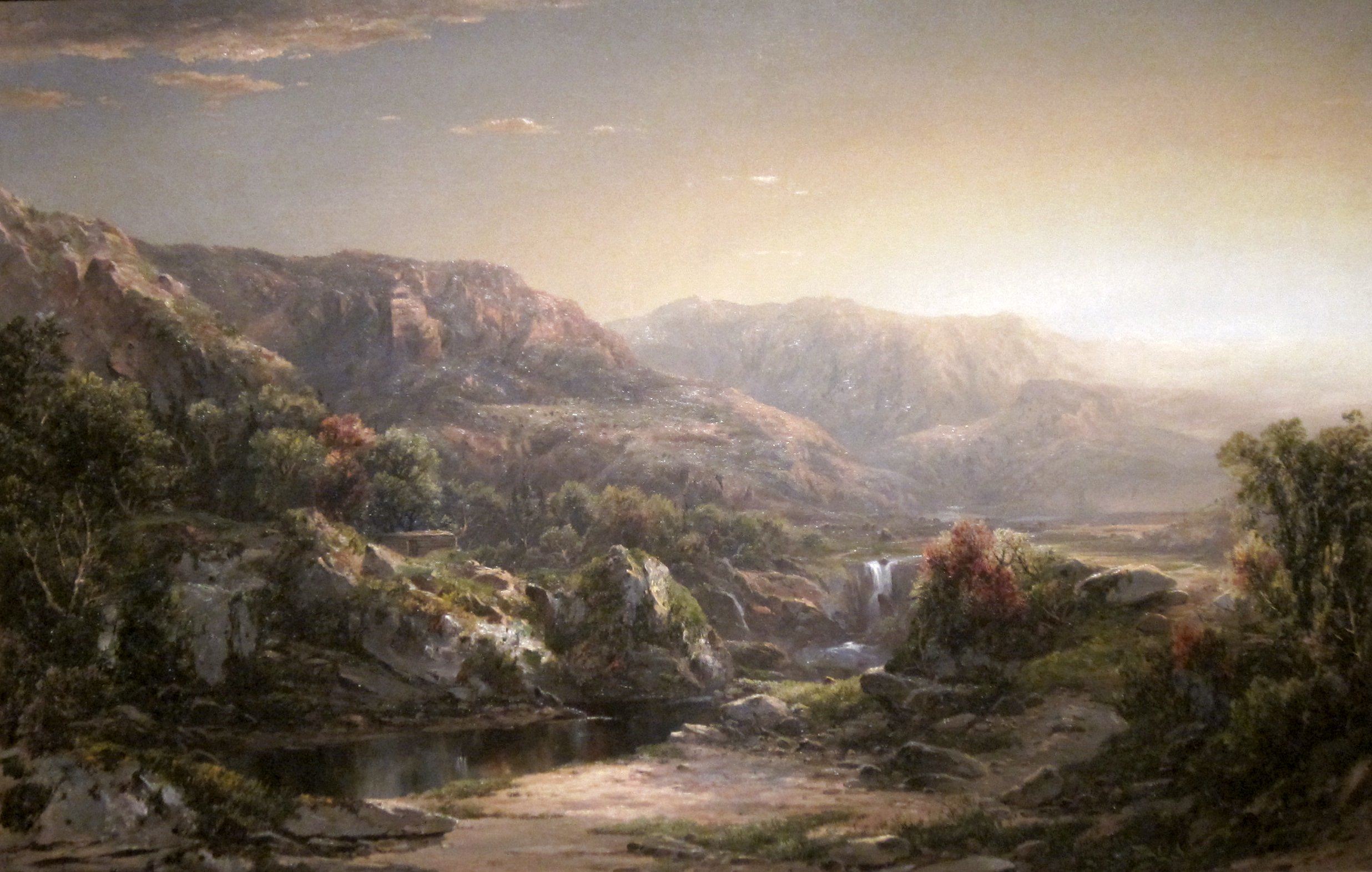
Mountain Landscape, vers 1860, Musée d'Art d'El Paso
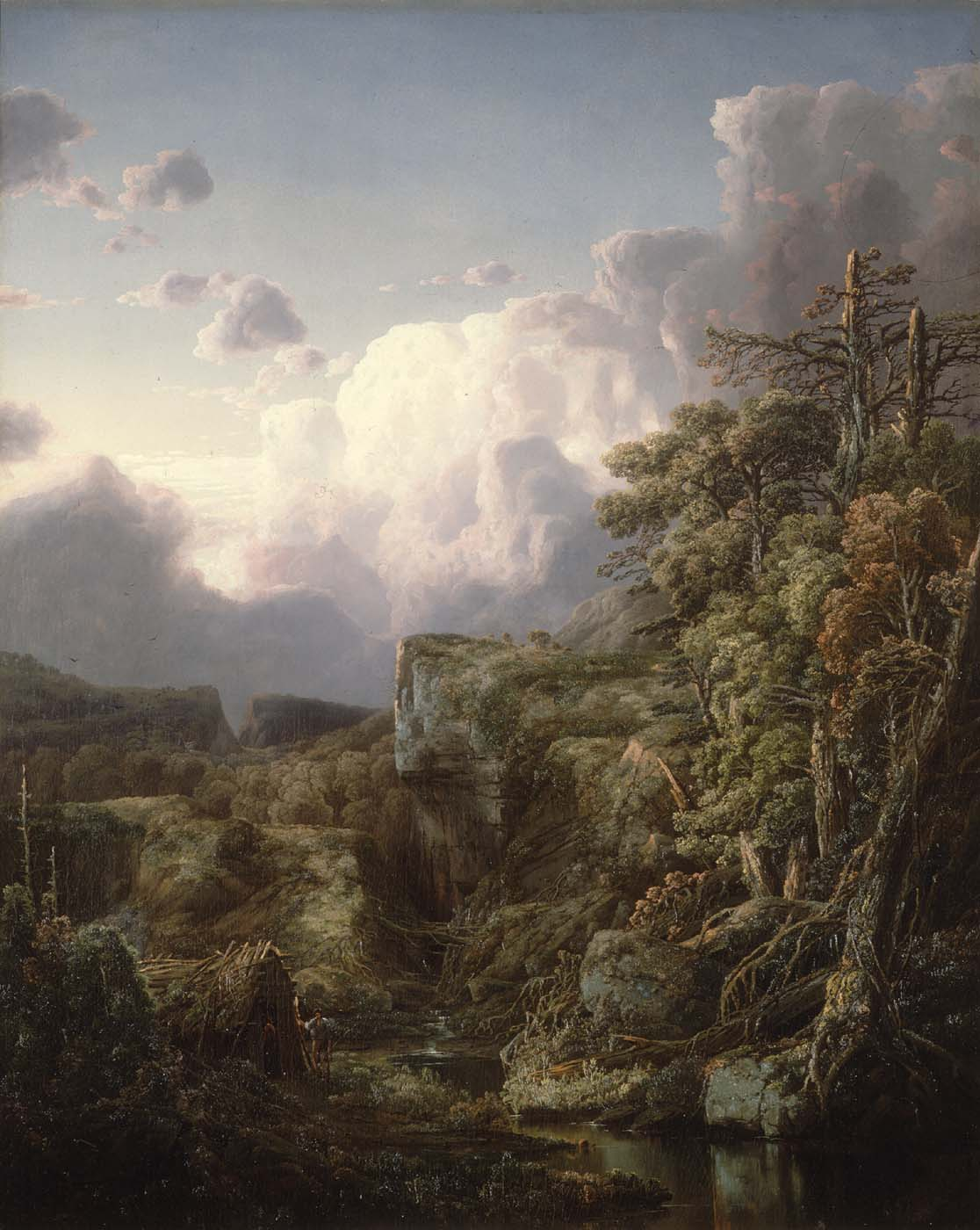
Mountain Landscape, 1854, Smithsonian American Art Museum
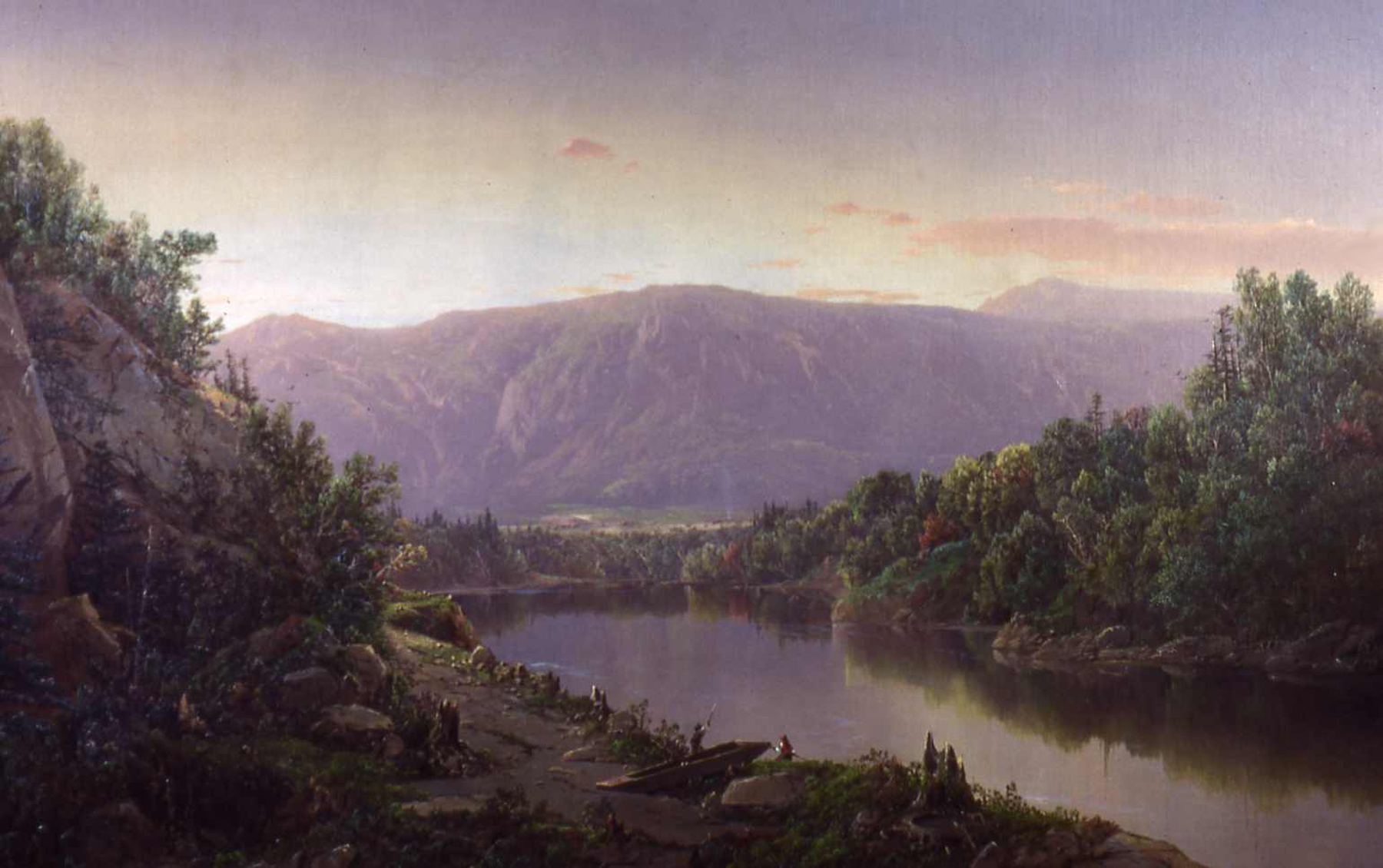
On the Potomac, 1850, Walters Art Museum
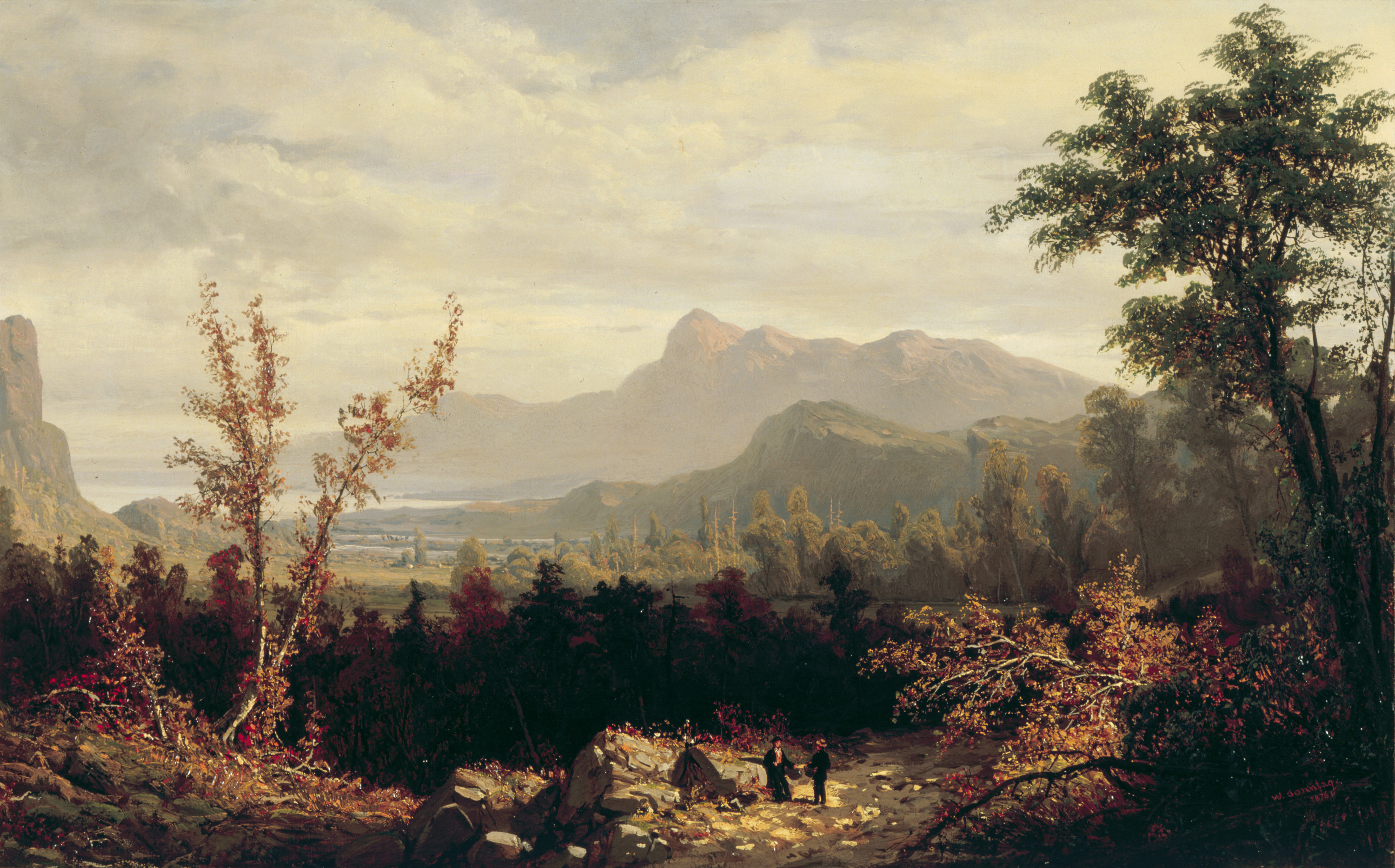
In the White Mountains, New Hampshire, 1876, White House Collection
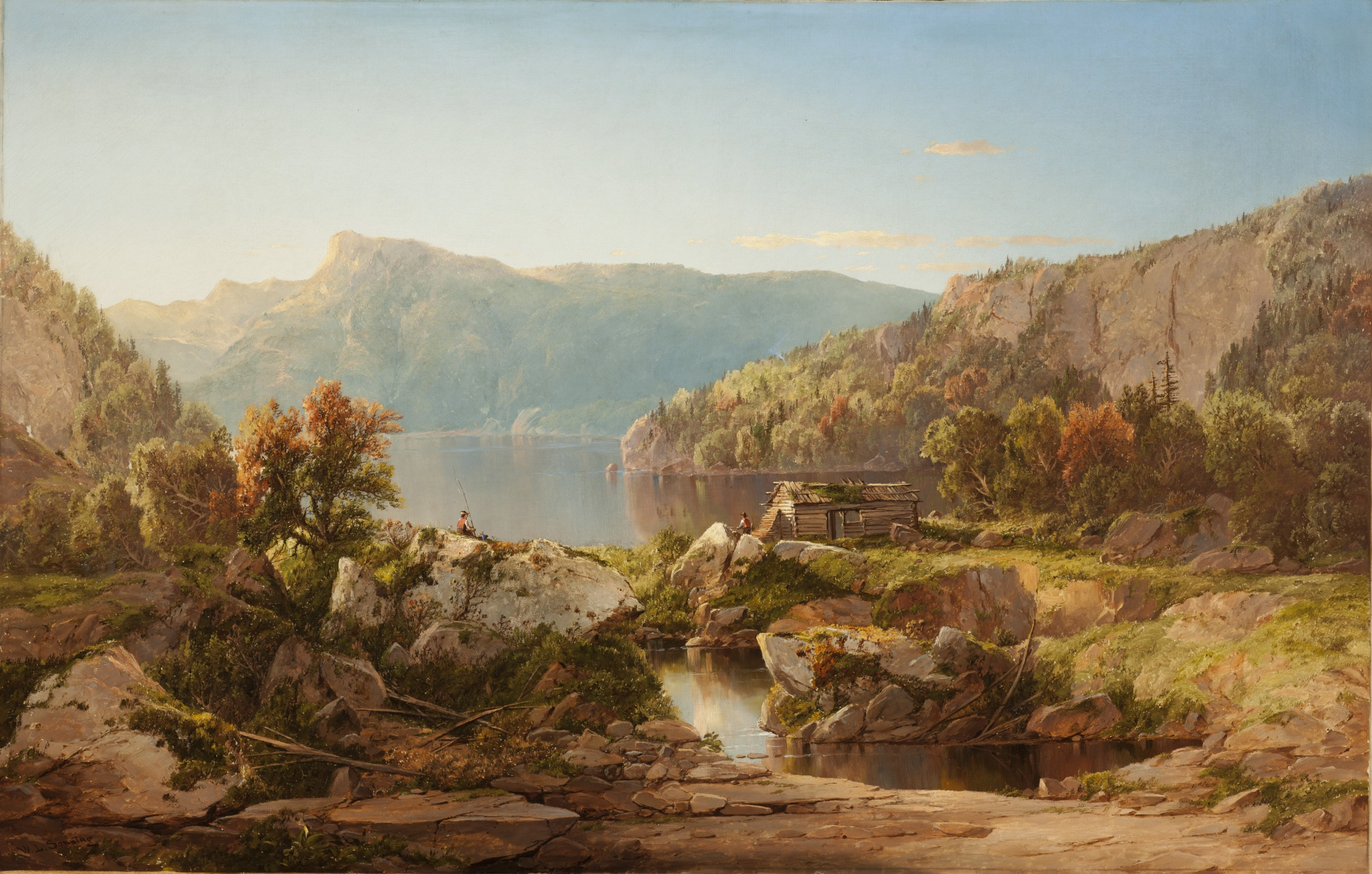
Autumn Morning on the Potomac, vers 1860, musée d'Art du comté de Los Angeles
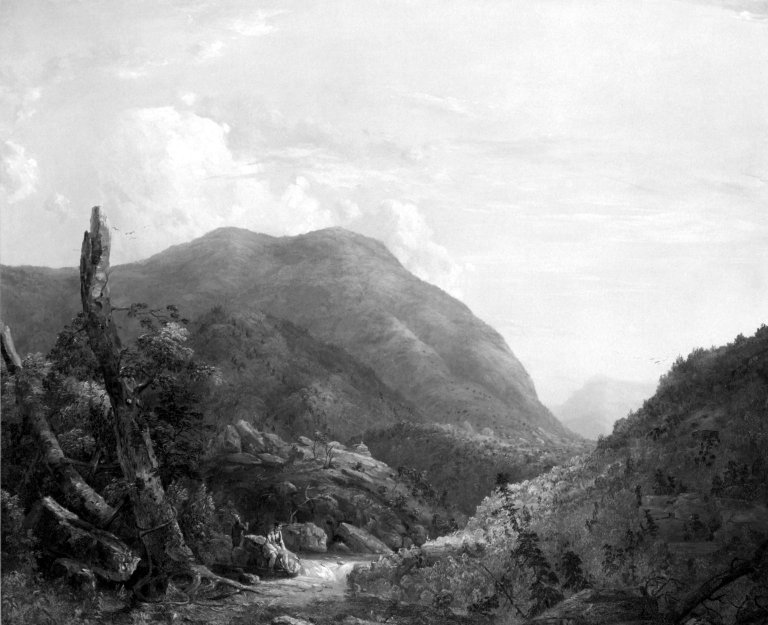
Mountain View, vers 1850, Brooklyn Museum
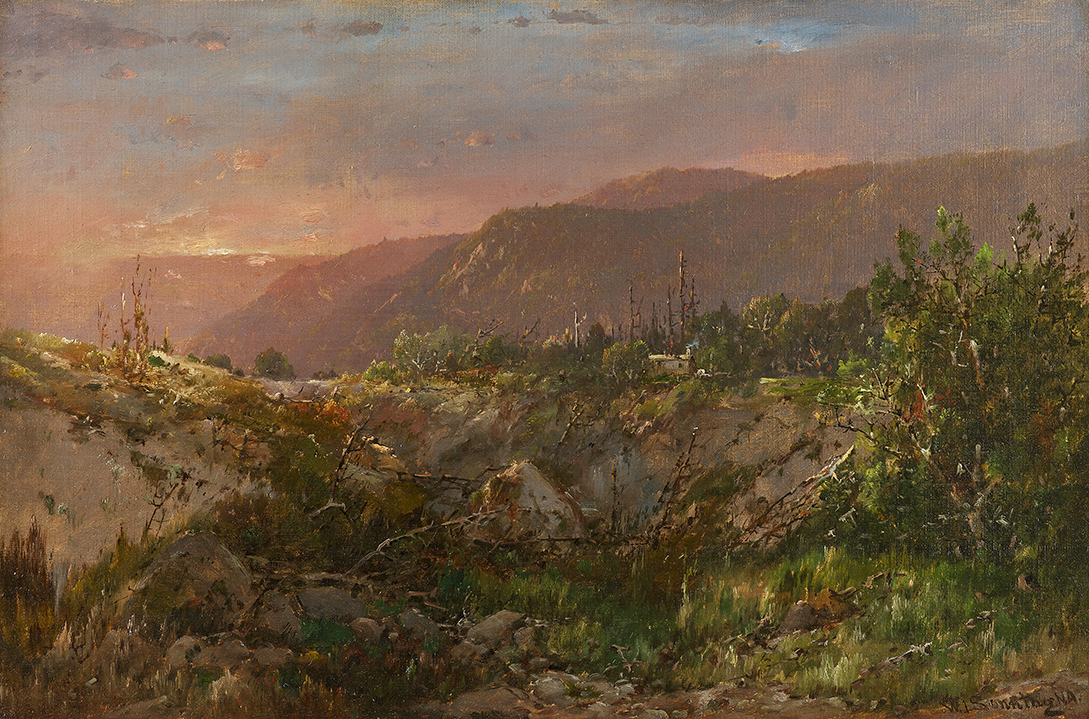
Sunset Over the Mountains, sans date
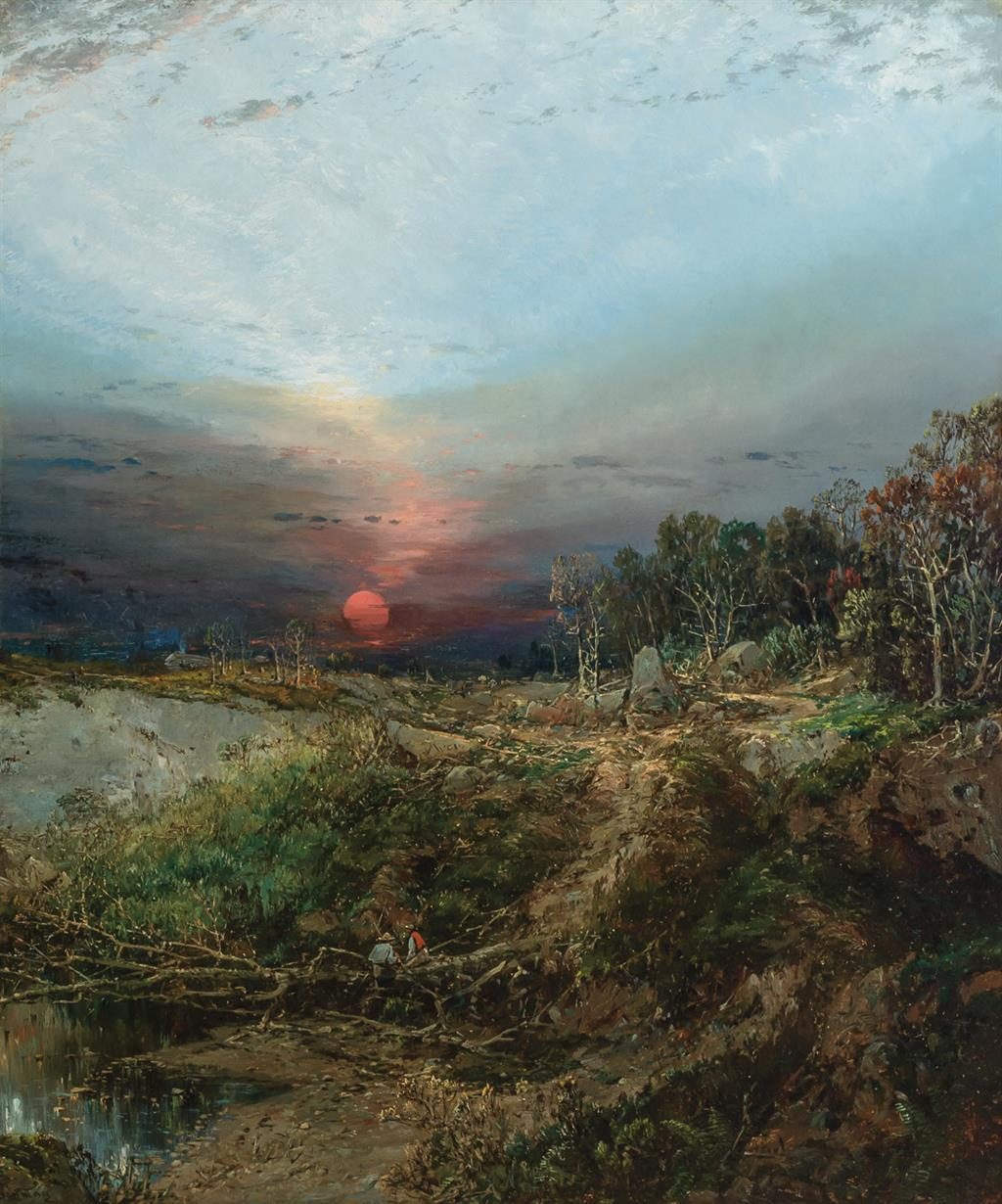
Sunset, sans date
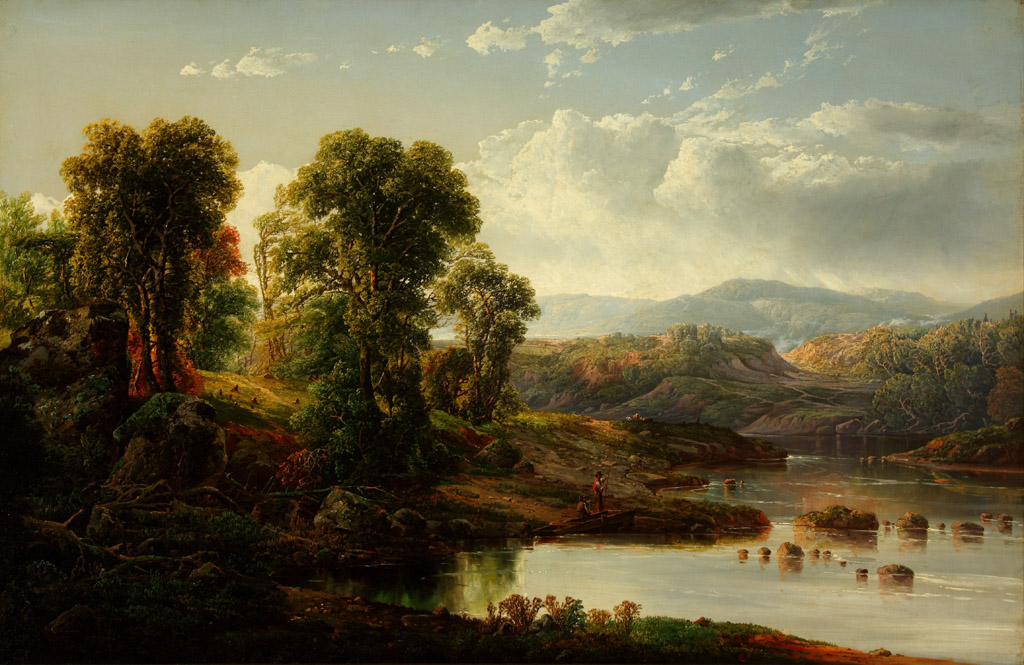
Landscape with Fisherman, 1870, High Museum of Art
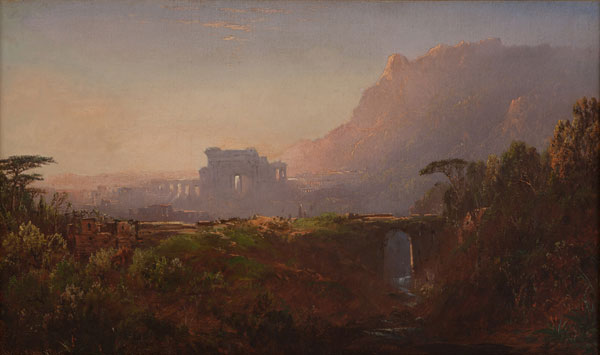
A Dream of Italy, sans date, Woodmere Art Museum

## Source
- Nancy Dustin Wall Moure, William Louis Sonntag: Artist of the Ideal, 1822-1900, Goldfield Galleries, Los Angeles Ca., 1980